# Bruksflyg
Bruksflyg är luftfartsverksamhet i förvärvssyfte som bedrivs med luftfartyg vars högsta tillåtna flygmassa ej överstiger 5 700 kg och som inte är skolflyg. Dessutom ingår viss luftfartsverksamhet av särskild art.